# Mechagodzilla no Gyakushū
Mechagodzilla no Gyakushū (メカゴジラの逆襲 Literalmente El contraataque de Mechagodzilla?), en USA fue Terror of Mechagodzilla, es una película japonesa del género kaiju de 1975 dirigida por Ishirō Honda, escrita por Yukiko Takayama y producida por Tomoyuki Tanaka y Henry G. Saperstein, con efectos especiales de Teruyoshi Nakano. La película fue producida y distribuida por Tōhō, es la decimoquinta película de la franquicia Godzilla, y sirve como secuela directa de la película de 1974 Godzilla vs. Mechagodzilla, y es la película final de la era Shōwa de la franquicia. 
Es protagonizada por Katsuhiko Sasaki, Tomoko Ai, Akihiko Hirata y Gorō Mutsumi, y presenta a Toru Kawai, Ise Mori y Tatsumi Nikamoto como los monstruos ficticios Godzilla, Mechagodzilla y Titanosaurus, respectivamente. La película se estrenó en Japón el 15 de marzo de 1975. 

## Reparto
- Katsuhiko Sasaki como Akira Ichinose.
- Tomoko Ai como Katsura Mafune.
- Akihiko Hirata como Dr. Shinji Mafune
- Katsumasa Uchida como Jiro Murakoshi.
- Goro Mutusmi como Mugal.
- Toru Ibuki como Tsuda.
- Kenji Sahara como General Segawa.
- Tadao Nakamaru como Jefe de la Interpol Tagawa.
- Akinori Umezu como Chico #1.
- Toru Kawai como Godzilla.[3]
- Ise Mori como Mechagodzilla.[3]
- Tatsumi Fuyamoto como Titanosaurus.[3]

## Producción

### Desarrollo
El guion original que Yukiko Takayama creó después de ganar el concurso de historias de Toho para la próxima entrega de la serie Godzilla, fue elegido por el productor asistente Kenji Tokoro y fue presentado para su aprobación el 1 de julio de 1974, menos de cuatro meses después de que Godzilla vs. Mechagodzilla fuera estrenada. 
El concepto original es similar a la versión terminada de la película, y muchos de los cambios son de naturaleza presupuestaria. La alteración más obvia es la eliminación de los dos monstruos llamados Titanes, que se fusionaron para convertirse en Titanosaurus en el primer borrador. Era un concepto interesante, aunque algo que también estaba poco explicado considerando la magnitud de tal ocurrencia de la fusión de las criaturas. Otro cambio notable en el guion es el de la batalla final, que no se traslada al campo sino que habría reducido a Tokio a escombros durante el conflicto resultante entre los tres monstruos. 
Después de su borrador inicial, Takayama presentó una versión revisada el 14 de octubre de 1974. Esta pasó por una tercera revisión el 4 de diciembre, y luego otra más el 28 de diciembre de ese mismo año antes de que se aprobara y comenzara la filmación. 

### Rodaje
La película es una de las únicas películas de Godzilla con desnudos. La escena ocurre cuando Katsura está siendo operada, momento en el cual los senos de Katsura están expuestos (aunque el cuerpo es en realidad un maniquí). 
El director Ishiro Honda lamenta no haber podido trabajar con el escritor de la historia, Yukiko Takayama, en otras películas, disfrutando de que "la perspectiva de la mujer era especialmente fresca" para el género. 
Kensho Yamashita fue el subdirector jefe del proyecto. Sin embargo, señala que Ishiro Honda nunca le asignó ninguno de los disparos, posiblemente porque Honda estaba feliz de dirigir nuevamente después de una larga brecha en su carrera y quería hacer el trabajo él mismo. 